# Marda Vanne
Marda "Scrappy" Vanne, nacida como Margaretha van Hulsteyn, (Pretoria, 27 de septiembre de 1896 - 27 de abril de 1970) fue una actriz sudafricana que alcanzó reconocimiento en Londres. 

## Biografía
Vanne nació en Pretoria, Sudáfrica, era hija de Sir Willem y Lady van Hulsteyn. Su padre nació en los Países Bajos en 1865 y emigró a Sudáfrica a la edad de quince años. Se convirtió en un destacado abogado en Johannesburgo y más tarde en miembro del Parlamento de Sudáfrica durante muchos años. Durante la segunda guerra bóer, se convirtió en asesor de Alfred Milner, el gobernador de Cape Colony, y fue nombrado caballero por el rey Eduardo VII del Reino Unido en 1902.
Estuvo brevemente casada con el político Johannes Gerhardus Strijdom, pero la pareja se divorció al cabo de un año. Más tarde, Strijdom fue Primer ministro de Sudáfrica entre 1954 y 1958.
En 1914, Vanne conoció a Isaac Rosenberg en Ciudad del Cabo, quien estaba de visita en Sudáfrica. Él escribió una serie de apasionados poemas de amor en ese momento, que parecen haber sido inspirados por ella.

### Etapa londinense
Vanne se mudó a Londres en 1918 para desarrollar su carrera como actriz, donde estudió oratoria y teatro con Elsie Fogerty en la Escuela Central de Oratoria y Drama, entonces con sede en el Royal Albert Hall. Después de graduarse, conoció al director Basil Dean quien reconoció su talento y tuvo una carrera en los Teatros del West End. También actuó en Broadway en Easy Virtue (1925) de Noël Coward, dirigida por Dean, y Many Waters (1929) de Monckton Hoffe.
Vanne se convirtió en una buena amiga de Alec Waugh, el hermano de Evelyn Waugh. Escribió que aunque tuvo varias aventuras con hombres, su principal interés eran las mujeres. John Gielgud se hizo buen amigo de Vanne y la menciona en sus escritos.
En Londres, Vanne formó una sociedad profesional y personal con la actriz Gwen Ffrangcon-Davies, de la que fue pareja durante décadas hasta su muerte. La pareja fundó una compañía de teatro en Sudáfrica, al estallar la Segunda Guerra Mundial, cuando la mayoría de los teatros de Londres estaban cerrados. Recorrieron las provincias, y realizaron apariciones en el Teatro Hoffmeyer en Ciudad del Cabo. Allí hicieron su producción de Noche de reyes en la que Vanne interpretó a Maria y Gwen interpretó a Olivia. También produjeron y actuaron en la obra Quality Street de James Matthew Barrie. Tocaron en 44 ciudades en quince semanas y obtuvieron pequeños beneficios. Vanne apareció como Madame Arcati en una producción de Un espíritu burlón en Johannesburgo, y ella y Ffrangcon-Davies llevaron su producción de Las alegres comadres de Windsor al Teatro Alhambra en Ciudad del Cabo en 1945.
En 1950, Vanne dirigió una traducción al afrikáans de Grumpy, de Horace Hodges y T. Wigney Percyval llamada Oupa Brompie para la Organización Nacional de Teatro (NTO) de Sudáfrica. Produjeron The Dam del escritor sudafricano Guy Butler en 1952, que el autor criticó por retratar a los personajes de color (mestizos) como caricaturas.
Vanne obtuvo la ciudadanía británica en 1965. Murió de cáncer en 1970.